# Закачете ги високо
„Закачете ги високо“ (на английски: Hang 'Em High) е уестърн на режисьора Тед Пост, който излиза на екран през 1968 година.

## Сюжет
Внимание:  Текстът по-долу разкрива сюжета на произведението (или части от него)!
В територията на Оклахома през 1889 г. пенсионираният шериф Джед Купър е заобиколен от група от девет мъже: капитан Уилсън, Рино, Милър, Дженкинс, Стоун, Мадоу, Томи, Лумис и Чарли Блекфут. Те искат бележка за закупуването на добитък, който Купър кара. Продавачът на добитъка е разбойник, убил животновъда. Купър обяснява, че не знае нищо за убийството, но само Дженкинс изразява съмнения относно вината му. След като Рино взема коня и седлото на Купър, а Милър взема портфейла му, мъжете го обесват на едно дърво.
Малко след това маршал Дейв Блис спасява полумъртвия Купър и го отвежда във Форт Грант, където териториалният съдия Адам Фентън определя, че Купър е невинен, освобождава го и го предупреждава да не отмъщава. Като алтернатива Фентън предлага на Купър работа като маршал. Купър приема и Фентън го предупреждава да не убива хората, които са го линчували, а да ги изправи на съд.
Докато води затворник, Купър вижда коня и седлото му пред местния салон. Той открива вътре Рино и се опитва да го арестува, но Рино принуждава Купър да го застреля. Дженкинс, научавайки за смъртта на Рино от ръцете на маршал с белег от обесване, се предава и предоставя имената на останалата част от отряда. Купър открива Стоун в град Ред Крийк, арестува го и кара местния шериф Рей Калхун да го прати в затвора. Повечето от мъжете, които Купър търси, са уважавани граждани на Ред Крийк, но Калхун спазва заповедите на Купър за ареста им.
Докато пътуват, за да арестуват и другите мъже, Купър и Калхун се натъкват на убийството на двама мъже и кражба на добитък. Сформират свой отряд, Купър преследва откраднатото стадо и открива, че ловците са Милър и двама братя тийнейджъри, Бен и Били Джо. Той предотвратява линчуването им от отряда. Освобождава Бен и Били Джо от оковите им, след като те настояват, че само Милър е извършил убийствата, отвежда ги и тримата във Форт Грант. Фентън осъжда тримата разбойници да бъдат обесени, въпреки че Купър се застъпва за тийнейджърите. Фентън настоява, че обществеността ще прибегне до линчуване, ако види, че крадците остават ненаказани, което ще заплаши кандидатурата на Оклахома за щат.
По-късно Калхун пристига във Форт Грант и предлага да плати на Купър за изгубения му добитък с пари от капитан Уилсън и другите му врагове. Купър отхвърля предложението и дава да се разбере, че възнамерява да арестува всички. Блекфут и Мадоу бягат, докато Томи и Лумис остават с Уилсън и се съгласяват да помогнат за убийството на Купър.
По време на публичното обесване на Милър, братята Джо и трима други мъже, тримата заговорници издебват Купър в публичния дом, и го раняват сериозно. Купър оцелява и бавно се възстановява под грижитре на вдовицата Рейчъл Уорън. Рейчъл разкрива, че преследва престъпниците, които са убили съпруга й и са я изнасилили. Тя и Купър започват афера. Той казва, че тя може никога да не намери своите изнасилвачи. Купър се опитва да подаде оставка, но съдия Фентън му съобщава местоположението на ранчото на Уилсън, където се крият Уилсън, Томи и Лумис. Тримата мъже се опитват да издебнат Купър, докато се приближава до къщата на ранчото. Купър оцелява, намушква Лумис до смърт и застрелва Томи, опитва се, но не успява да хване Уилсън, който се обесва.
Връщайки се във Форт Грант, Купър предава своята маршалска звезда и настоява Фентън да подпише помилване на Дженкинс, който се разкайва и е сериозно болен. Двамата мъже обсъждат достойнствата на териториалното правосъдие. Фентън настоява, че се справя толкова добре, колкото може, проклинайки факта, че неговия е единствения съд на територията с малко средства, и казва на Купър, че ако не е съгласен с него, най-доброто, което може да направи, е да помогне на Оклахома да стане щат (и по този начин да получи подходящи съдилища), като продължи да служи като маршал на САЩ. Купър си връща звездата в замяна на освобождаването на Дженкинс. След това Фентън дава на Купър нови заповеди за Блекфут и Мадоу, като му казва: „Законът все още ги иска“. Купър кимва и потегля.

## В ролите
| Актьор             | Роля                  |
| ------------------ | --------------------- |
| Клинт Истууд       | Маршал Джедедая Купър |
| Ингер Стивенс      | Рейчъл Уорън          |
| Ед Бегли           | Капитан Уилсън        |
| Пат Хингъл         | Съдия Адам Фентън     |
| Бен Джонсън        | Маршал Дейв Блис      |
| Чарлз Макгроу      | шериф Рей Калхун      |
| Рут Уайт           | мадам "Пичис" Софи    |
| Брус Дърн          | Милър                 |
| Алън Хейл младши   | Мат Стоун             |
| Арлийн Голонка     | Дженифър              |
| Джеймс Уестърфийлд | Затворник             |
| Денис Хопър        | Пророкът              |
| Л. К. Джоунс       | Лумис                 |